# Laura Thorn
Laura Thorn és una cantant luxemburguesa. Va ser escollida per representar el país al Festival de la Cançó d'Eurovisió de 2025 amb la cançó «La poupée monte le son».

## Carrera
Thorn es va formar en teoria musical, piano, violoncel, teclat, música de cambra i dansa des de ben jove. Va actuar en escenaris des dels cinc anys i va participar en diferentts concursos musicals. Va completar els seus estudis amb un màster en teoria musical, pedagogia musical i cant pop, a l'IMEP de Namur. És professora del Conservatori de Música d'Esch-sur-Alzette.
L'any 2024, un duet de productors discogràfics parisenc, format per Julien Salvia i Ludovic-Alexandre Vidal, mentre buscava un cantant per al seu nou tema, va rebre el suggeriment de Thorn per interpretar la seva cançó, que endavant es va anomenar «La poupée monte le son». Thorn va enviar la cançó al Luxembourg Song Contest 2025, el programa televisiu que selecciona el candidat per a representar Luxemburg al Festival de la Cançó d'Eurovisió. El 18 de novembre de 2024, Thorn va ser un dels set finalistes del Luxemburg Song Contest 2025. El 25 de gener de 2025, durant la final del programa, que es va celebrar a Rockhal, Thorn va obtenir la majoria de punts del jurat internacional i el segon lloc del vot del públic, i finalment va guanyar el concurs i va rebre el dret de representar el país al Festival de la Cançó d'Eurovisió, que aquell any se celebrava a Basilea.